# Gabriella, i suoi amici...e tanto folk
Gabriella, i suoi amici... e tanto folk  è un album antologico di Gabriella Ferri, Otello Profazio, Laura Betti e Luisa De Santis e Pino La Licata pubblicato in Italia nel 1972.

## Descrizione
Ciascun artista partecipa con alcuni brani del proprio repertorio di musica folk italiana.

## Tracce
1. Roma forestiera (Gabriella Ferri)
2. Lamento di carrettiere (Otello Profazio)
3. M'hai messo le catene (Gabriella Ferri)
4. Aritornelli antichi (Gabriella Ferri - Pino La Licata)
5. Coraggio ben mio (Luisa De Santis)
6. Il valzer della toppa (Laura Betti)
7. Tarantella cantata (Otello Profazio)
8. La grazia (Otello Profazio)
9. Canto delle lavandaie del Vomero (Gabriella Ferri)
10. Cristo al mandrione (Laura Betti)
11. Cade l'uliva (Luisa De Santis)
12. Canzone del flauto (Otello Profazio)
13. Madonna dell'angeli (Gabriella Ferri)